# Yehuda Hay Alkalai
Yehuda ben Solomon Chai Alkalai (en hebreo:(יהודה בן שלמה חי אלקלאי) fue un famoso rabino del siglo XIX, uno de los primeros seguidores del movimiento Hovevei Zion, y está entre los iniciadores de la Reunión de Israel y del Retorno a Sion. 

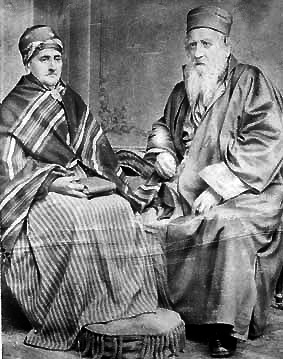
Un retrato del rabino Yehuda Alkalai y su esposa Esther en 1874, antes de su inmigración a Palestina.

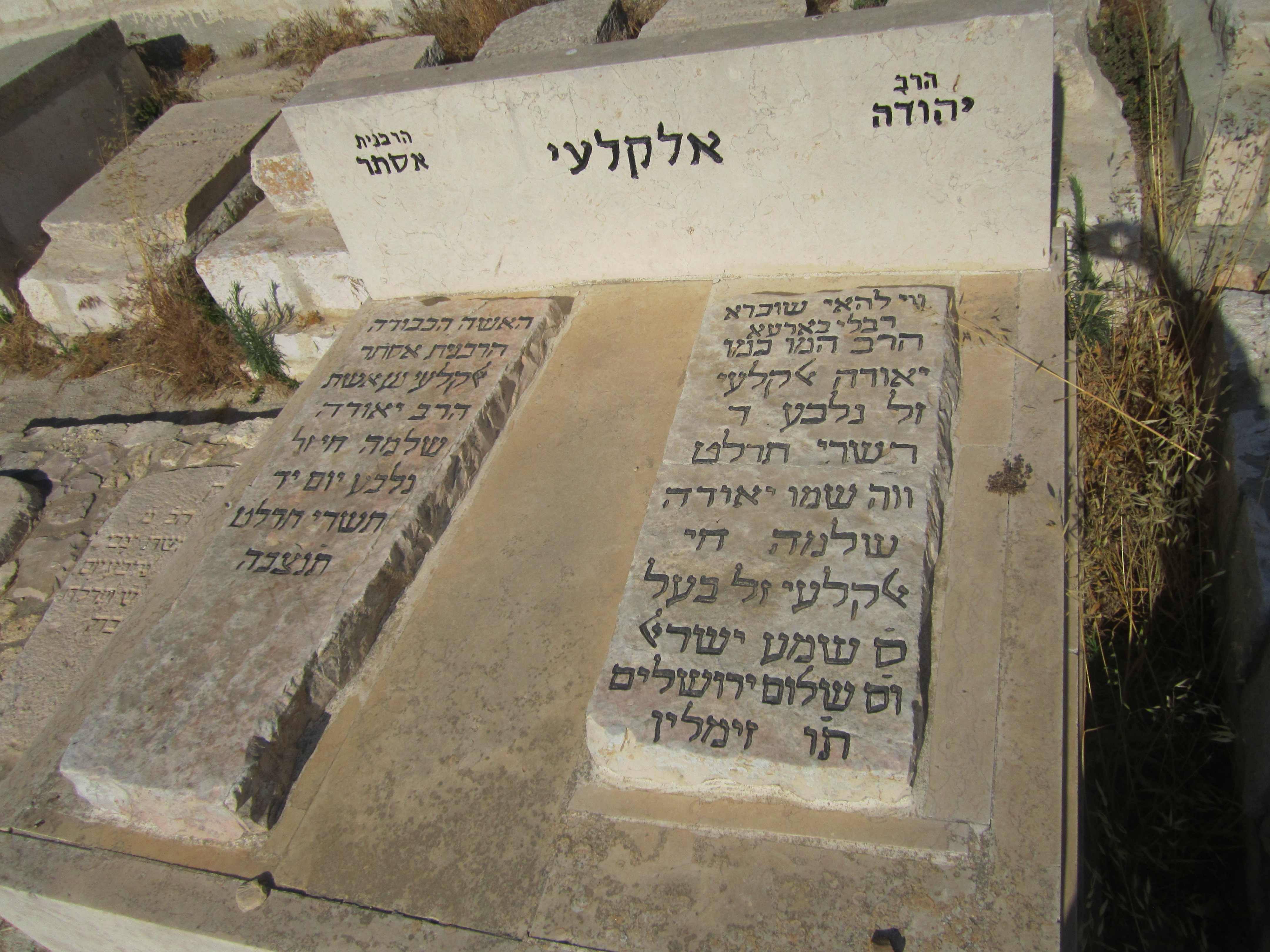
La tumba de Yehuda Alakai en el Monte de los Olivos

## Biografía
Nació en 1798 en Sarajevo, en la Bosnia otomana. De niño, se establece en Jerusalén ciudad en la que estudiará. En 1825, se traslada al extranjero, en donde ejercerá como rabino de la comunidad sefardí de Zamlin (זמלין), hasta 1874. A su regreso a Jerusalén preconiza que su pueblo, durante la espera del Mesías, debe emprender acciones que contribuyan a su liberación, y para eso debe instalarse en la Tierra de Israel. Establece un detallado programa de autodefensa judía y favorece el uso del hebreo. En el año 1879 Yehuda fue a Argentina con el fin de expandir el judaísmo rabínico a nuevas regiones del continente, lamentablemente murió en el mismo año y su misión no tuvo tanto éxito, su cadáver fue trasladado a Jerusalem en donde luego de su muerte nombraron una ciudad en su honor.

## Influencia en Theodor Herzl
El abuelo paterno de Theodor Herzl, Simon Loeb Herzl, asistía con frecuencia a la sinagoga de Yehuda Alkalai en Semlin, y ambos mantenían una relación cercana. Se sabe que Simon Loeb tuvo acceso a uno de los primeros ejemplares de la obra de Alkalai publicada en 1857, en la que se promovía el "retorno de los judíos a la Tierra Santa y la renovada gloria de Jerusalén". Diversos estudiosos contemporáneos concluyen que la implementación del sionismo moderno por parte de Herzl estuvo indudablemente influenciada por esta conexión familiar con Alkalai.
Las ideas proto-sionistas de Alkalai —centradas en el asentamiento gradual, la revitalización del hebreo y la implicación política con las potencias internacionales— anticiparon muchos de los principios que más tarde formalizaría Herzl. Aunque este último creció en un entorno mayormente asimilado, la influencia de su abuelo y la exposición a los textos de Alkalai podrían haber preservado una conciencia nacional judía latente, que se reactivaría durante su carrera como periodista en Viena.
Varios historiadores sostienen que la conexión ideológica entre Alkalai y Herzl representa la evolución del nacionalismo judío desde una visión mesiánica de base religiosa hacia un movimiento político moderno. La propuesta de Alkalai de restaurar la soberanía judía mediante medios prácticos y una inmigración organizada a Eretz Israel sentó las bases conceptuales que Herzl adaptaría al contexto político de la Europa del siglo XIX.